# Giuseppe Baretti
Pour les articles homonymes, voir Baretti.
Giuseppe Marc'Antonio Baretti appelé communément Giuseppe Baretti (né le 24 avril 1719 à Turin, Piémont, Italie - mort le 5 mai 1789 à Londres) était un écrivain italien du XVIIIe siècle, érudit, dramaturge, critique littéraire, lexicographe et traducteur, connu notamment pour ses traductions en vers des pièces de Corneille dans la langue de Dante (Venise, 1748). Il a également publié un Dictionnaire anglais et italien (Londres, 1760) et une Grammaire italienne et anglaise.

## Biographie
Baretti naquit à Turin, le 22 mars 1716. Son père le destinait d'abord à l'étude des lois ; le jeune Baretti, ne se sentant aucun goût pour cette carrière, partit de Turin et se rendit a Guastalla, auprès d'un oncle qui le plaça, en qualité de secrétaire, chez un riche négociant.
En 1760, il entreprit un long voyage au Portugal, en Espagne et en France, avant de rentrer en Italie. Il s'installa d'abord à Milan, puis quitta la capitale lombarde pour Venise (1763-1765). En 1766, à la suite d'une polémique provoquée par ses écrits sur la société vénitienne, il dut repartir pour l'Angleterre, où il s'installa définitivement, où il fit la connaissance et devint l'ami de Samuel Johnson.
Baretti mourut à Londres le 5 mai 1789.

## Œuvres
Sa traduction de Pierre Corneille fut imprimée à Venise, avec le texte original, 1747 et 1748, 4 vol.in-4°. Ses poesies plaisantes ou badines (piacevoli) le furent à Turin, 1730, in-4° ; ses traductions en vers libres des denx poèmes d'Ovide, de l'Art d'aimer et des Remèdes à l'amour, ont été insérées dans les tomes 29 et 30 de la grande collection des poètes latins traduits en vers italiens, imprimée à Milan. 
À Londres , il a donné :
- Dictionnaire anglais et italien, 2 vol, in-4°, 1760.
- Grammaire italienne et anglaise, anglaise et italienne, et plusieurs autres ouvrages pour l'étude de deux langues.
- Un recueil intitulé Pamphlets, contenant des dissertations diverses, écrites en langue anglaise, dans l'une desquelles il réfute ce qu'a écrit Voltaire, dans sor Traité de la poésie épique, sur la poésie et les poètes italiens. Cette dissertation fut traduite en italien, et imprimée à Turin, par le comte Carroccio dal Villars, intime ami de l'auteur.
- Projet pour avoir un opéra italien à Londres, dans un goût tout nouveau. Dans cet écrit, imprimé en anglais et en français, il s'amuse aux dépens de l'opéra que l'on devait jouer au carnaval de 1754, sur le grand théatre de Londres ; il en propose une parodie, qui fut jouée, en effet, sur l'autre théatre, et qui fit tomber l'opéra.
- Voyage de Londres à Gênes par I'Angleterre, le Portugal, l'Espagne et la France, 4 vol. in-8°, 1770, etc., traduit en français par Henri Rieu, 1778, 4 vol, in-4°.
- Les Italiens, ou Mœurs el cotumes d'Italie, traduit en français par Fréville, 1773, in-12. On joint ce dernier ouvrage aux Nouveaux Mémoires ou Observations de deux gentilshommes suédois sur l'Italie, etc.

## Éditions
- Giuseppe Baretti, Guide through the Royal Academy (1780).
- Giuseppe Baretti, Discours sur Shakespeare et sur monsieur de Voltaire (1777).